# Sabine Both
Sabine Both (* 1970) ist eine deutsche Jugendbuchautorin.

## Werdegang
Both hat an der Internationalen Filmschule Köln studiert.
Bekannt geworden ist sie mit ihren Jugendromanen zum Thema Erste Liebe, wie ihrem Erstlingswerk Umzug nach Wolke 7 (2002) und Herzklopfen auf Rezept, die im Thienemann Verlag in der Reihe Freche Mädchen – freche Bücher erschienen sind.
Mittlerweile schreibt sie auch Romane für Erwachsene (z. B. Die Liebe, Herr Otto und ich) und veröffentlicht ihre Bücher auch im Piper Verlag und im Rowohlt Verlag. Einiger ihrer Bücher sind auch als Hörbuchversionen erhältlich.
Both lebt in Köln.

## Werke
- Umzug nach Wolke 7, Thienemann (2002), ISBN 3-522-17490-9
- Was reimt sich auf Liebe?, Thienemann (2003), ISBN 3-522-17608-1
- Liebe geteilt durch zwei, Thienemann (2004), ISBN 3-522-17673-1
- Die Liebe, Herr Otto und ich, Piper (2006), ISBN 3-492-26168-X
- Herzkribbeln im Gepäck, Thienemann (2006), ISBN 3-522-17922-6
- Herzklopfen auf Rezept, Thienemann (2006), ISBN 3-522-17839-4
- Ein Engel zum Küssen, Thienemann (2006), ISBN 3-522-17735-5
- Rosa Wolken, Thienemann (2006), ISBN 3-522-17816-5
- Doppelter Salto mit Kuss, Thienemann (2007), ISBN 978-3-522-17971-3
- LiebesLied, Thienemann(2007), ISBN 978-3-522-17891-4
- Klappe, Kuss, die zweite, Thienemann (2008), ISBN 978-3-522-18110-5

## Hörbücher
Die Freche Mädchen – Freche Hörbücher-Serie
- Umzug nach Wolke Sieben. Der Audio Verlag (DAV), Berlin, 2004, ISBN 978-3-89813-321-0 (Hörspiel, 1 CD, 73 Min.)
- Was reimt sich auf Liebe?. Der Audio Verlag (DAV), Berlin, 2005, ISBN 978-3-89813-431-6 (Hörspiel, 1 CD, 80 Min.)
- Doppelter Salto mit Kuss. Der Audio Verlag (DAV), Berlin, 2007, ISBN 978-3-89813-667-9 (Hörspiel, 1 CD, 80 Min.)

Weitere Hörbücher
- Rosa Wolken: Ich bin raus. Gelesen von Christina Drechsler, Der Audio Verlag (DAV), Berlin, 2006, ISBN 978-3-89813-546-7 (Lesung, 2 CDs, 150 Min.)